# Culex rajah
Culex rajah là một loài muỗi. Chúng là loài đặc hữu của vùng Sabah, Malaysian Borneo.